# San Ignacio de Moxos
San Ignacio de Moxos est une ville et une municipalité de Bolivie, située précisément dans la province de Moxos du département du Beni. 
En 2012, la ville (aire urbaine) compte au total 10 154 habitants, alors que l'ensemble de la municipalité compte 21 114 habitants.

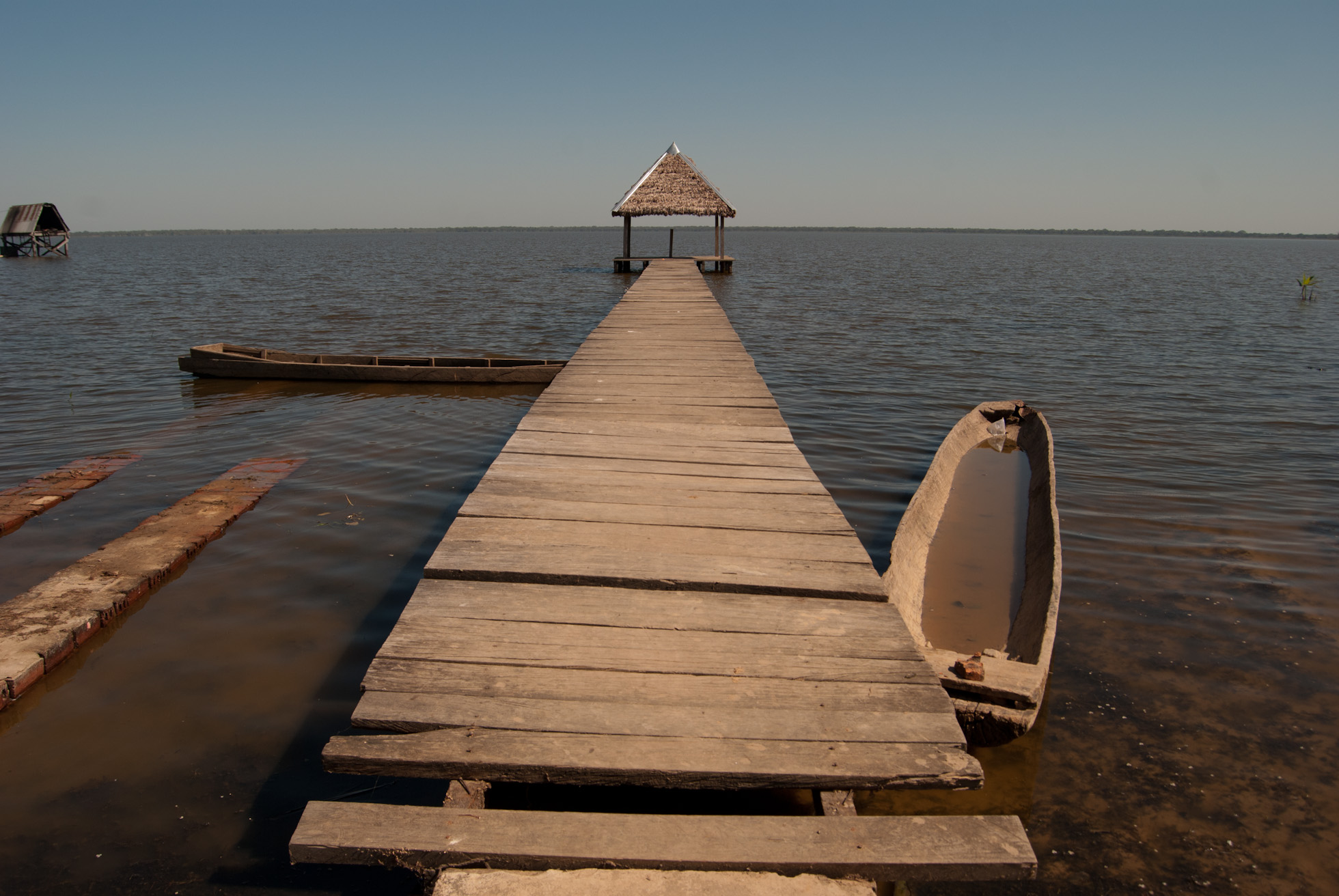
Lagune Isireri près de San Ignacio de Moxos.

La ville est située par route à 95 km de la capitale départementale du Beni, Trinidad et à 140 km de la ville de San Borja, et ce, via la route nationale 3 qui permet entre autres de rejoindre La Paz. 

## Géographie
San Ignacio de Moxos est située dans le Bosque Simena, une zone boisée de la grande écorégion des savanes du Beni. Plusieurs étendues d'eau se situent également à proximité de la ville, dont la lagune Isireri. 
Bien que l'aire urbaine connue comme San Ignacio de Moxos soit bien plus circonscrite, la municipalité de San Ignacio de Moxos en entier occupe la totalité de la superficie de la province de Moxos. 

## Culture
Un important festival, nommé Ichapekene Piesta, caractérise la ville. La fête, une célébration syncrétique entre les traditions autochtones des Moxos et les traditions jésuites, est composée notamment de parades, danses, productions pyrotechniques et prestations de musique. Les coutumes des peuples indigènes amazoniens y sont d'ailleurs mises de l'avant. Cette célébration est inscrite sur la liste du patrimoine culturel bolivien et sur la liste du patrimoine immatériel de l'humanité de l'UNESCO,.  
La ville est également l'une des trois premières missions fondées par les Jésuites dans le département du Beni. Certains bâtiments que l'on retrouve dans la ville, tel que l'église de San Ignacio de Moxos, témoignent d'ailleurs de l'architecture baroque qui est caractéristique de la venue des Jésuites dans la région.